# Hanneke Smabers
Hanneke Smabers (* 19. Oktober 1973 in Den Haag) ist eine ehemalige niederländische Hockeyspielerin. Sie gewann 2000 mit der niederländischen Nationalmannschaft eine olympische Bronzemedaille und war 1999 Europameisterin.

## Sportliche Karriere
Hanneke Smabers debütierte 1993 in der Nationalmannschaft. Bei der Weltmeisterschaft 1994 in Dublin belegte sie mit der niederländischen Mannschaft den sechsten Platz. Vier Jahre später fand die Weltmeisterschaft 1998 in Utrecht statt. Die Niederländerinnen belegten in der Vorrunde dank des besseren Torverhältnisses den ersten Platz vor den Argentinierinnen. Nach einem 6:1-Halbfinalsieg über die deutsche Mannschaft trafen die Niederländerinnen im Finale auf die australische Mannschaft. Die Australierinnen gewannen mit 3:2. Im Jahr darauf war Köln Austragungsort der Europameisterschaft 1999. Die Niederländerinnen gewannen ihre Vorrundengruppe und bezwangen im Halbfinale das englische Team nach Verlängerung. Im Finale siegten die Niederländerinnen mit 2:1 gegen die Deutschen.  Bei den Olympischen Spielen 2000 in Sydney belegten die Niederlande in der Vorrunde den dritten Platz und erreichten damit die Hauptrunde. Mit einem Sieg und zwei Niederlagen platzierten sich die Niederländerinnen in der Hauptrunde auf dem vierten Platz und spielten gegen die spanische Mannschaft um Bronze. Dieses Spiel gewannen sie mit 2:0.
Insgesamt spielte Hanneke Smabers zwischen 1993 und 2001 in 127 Länderspielen für die Nationalmannschaft. Auf Vereinsebene spielte Hanneke Smabers wie auch ihre Schwester Minke Smabers für den Larensche Mixed Hockey Club.